# NCAA第一级别美式足球碗赛分区

FBS球队的分布（2014年）
州内有六个及以上FBS学校
5个
4个
3个
2个
1个
没有FBS学校

NCAA第一级别美式足球盃赛分区（英語：NCAA Division I Football Bowl Subdivision，简称），曾称为I-A级别（Division I-A），是美国大学美式足球的最高级别。FBS是国家大学体育协会（NCAA）第一级别下实力最强的分区。按2014年时的统计，FBS共有十个联盟、128所学校参加。
美式足球作为全美最受欢迎的体育运动，除了职业的国家橄榄球联盟外，大学美式足球也风糜全美，顶尖学校的年收入可达数千万美元。顶尖的FBS球队的每场比赛可以吸引数万球迷前往现场观赛，全美前十大体育场也皆为FBS球队的主场。

### 联盟
- 美国竞技联盟
- 大西洋沿岸聯盟
- 12大联盟
- 大十联盟
- 合众国联盟
- 美国中部联盟
- 西部山区联盟
- 太平洋十二校聯盟
- 东南部联盟
- 阳光地带联盟
- 第一级别独立院校（英语：NCAA Division I FBS independent schools）